# سرو گوادالوپ
سرو گوادالوپ (نام علمی: Cupressus guadalupensis) نام یک گونه از سرده سرو است.